# Hardwick (Northamptonshire)
Hardwick – wieś w Anglii, w hrabstwie Northamptonshire, w dystrykcie (unitary authority) North Northamptonshire. Leży 14 km na północny wschód od miasta Northampton i 100 km na północny zachód od Londynu.